# Sphenomorphus nigrolabris
Sphenomorphus nigrolabris is een hagedis uit de familie skinken. 

## Naam en indeling
De wetenschappelijke naam van de soort werd voor het eerst voorgesteld door Albert Günther in 1873. Oorspronkelijk werd de naam Hinulia nigrolabris gebruikt en later werd de soort beschreven onder het geslacht Lygosoma. 

## Verspreiding en habitat
De skink komt voor in delen van Azië en leeft endemisch in Indonesië op het eiland Sulawesi.